# 居庸关云台
居庸关云台，位于中华人民共和国北京市昌平区南口镇居庸关内，是一座过街塔的塔基遗址。该云台建于元末至正年间，建造之初其上有三座藏式佛塔。此后佛塔被毁，明代时云台上一度改建为佛殿。清朝康熙年间佛殿毁于火灾，此后云台上再无建筑并保留至今。该云台上小下大，南北两侧开有券门，券门内外雕刻有大量浮雕和铭文。1961年，居庸关云台被列为全国重点文物保护单位。

## 历史

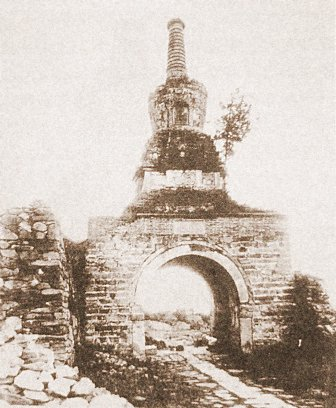
原北京法海寺云台上的白塔，近似于居庸关之原“过街三塔”

居庸关云台原为过街塔的塔座，位于居庸关关城内:20，建于元至正二年（1342年），元顺帝为此指定四名藏族人作为云台的设计和工程指挥。建成于至正五年（1345年）:243。该云台上方原有三座白色藏式佛塔，明初时三座塔先后被毁。此后云台上方被改建为面阔五间的佛殿。明正统八年（1443年）该佛殿得以重建，并于正统十三年（1448年）重建完成，殿内供奉有毗卢遮那和文殊菩萨、普贤菩萨等佛像:845。弘治年间，该云台上还曾修建有一座正台云阁。清康熙四十一年（1702年）五月，云台上方的所有建筑全部毁于火灾:845。清代之后，居庸关关城内其他建筑先后毁弃，仅余一座云台:31，云台上此后再无其他建筑。1961年，居庸关云台被列为全国重点文物保护单位。1993年，北京十三陵特区办事处投资1.2亿元人民币对居庸关进行整体修缮，并于1998年3月28日对社会开放，居庸关云台也在修复和开放的范围之内:35-36。

## 结构
居庸关云台又称“云台石阁”，是一座下大上小的汉白玉石台座，高约10米，底部东西长26.84米，南北宽17.57米；顶部东西长24.04米，南北宽14.73米。云台南北两面正中开有相连通的半八角形券门，高7.27米，宽6.32米。券门内外的浮雕和装饰均为藏式风格。券门内壁的顶部雕刻有5个曼陀罗图案，斜顶部雕刻有十方佛图案，曼陀罗和十方佛之间雕刻有千佛。两侧垂直的内壁雕刻有四大天王造像，东西两壁各有两尊。在四大天王造像之间的两面均有石刻文字，其中一侧为藏文、梵文、汉文、八思巴文、维吾尔文和西夏文拼写的《陀罗尼经咒》；另一侧为藏文、汉文、八思巴文、维吾尔文和西夏文记载的《造塔功德记》。南北券门外侧的两边雕刻有四个圆形交杆浮雕，其正中为大鹏金翅鸟。左右对称雕刻有鲸鱼、龙子、童男骑怪兽和二象等“六拏具”图案。云台顶部的四个方向均有挑出的两层石平盘，上有如意云、兽面和缨络垂珠的浮雕。石平盘上方安装有一圈石质护栏，护栏望柱下方和台顶的四角位置均有排水用的石雕螭首。:243:845

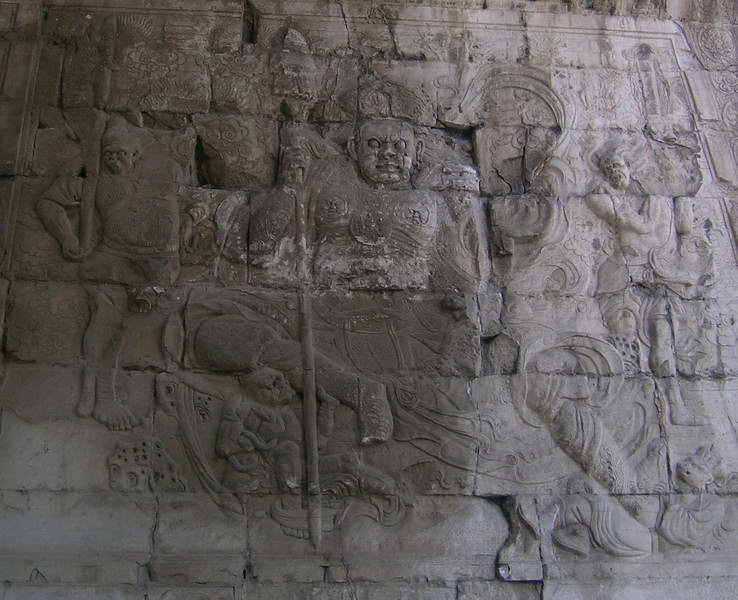
天王雕刻
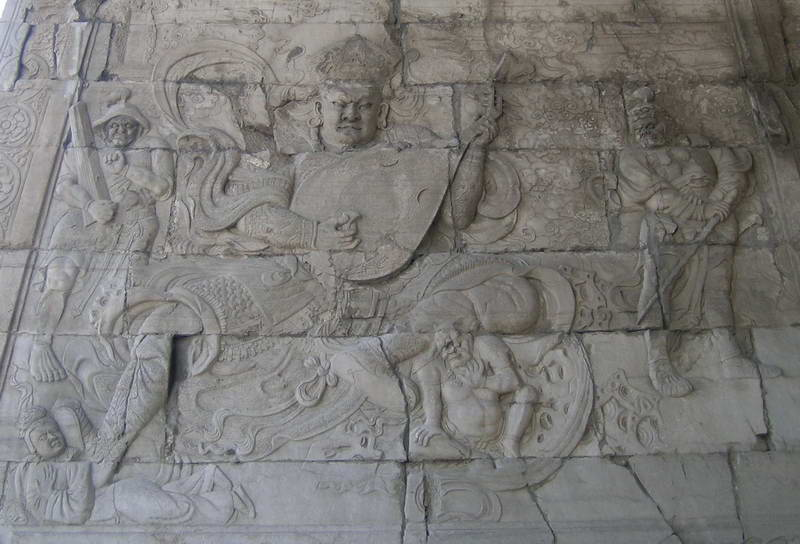
天王雕刻
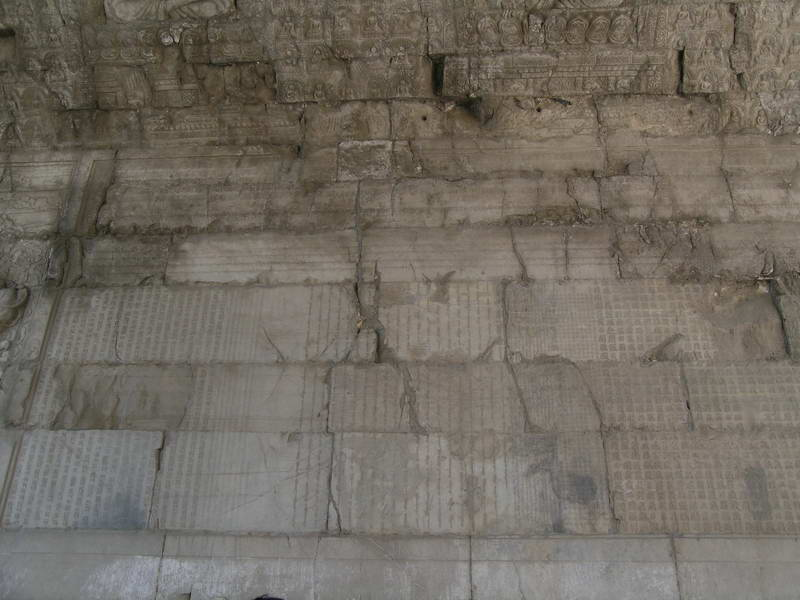
多种文字雕刻
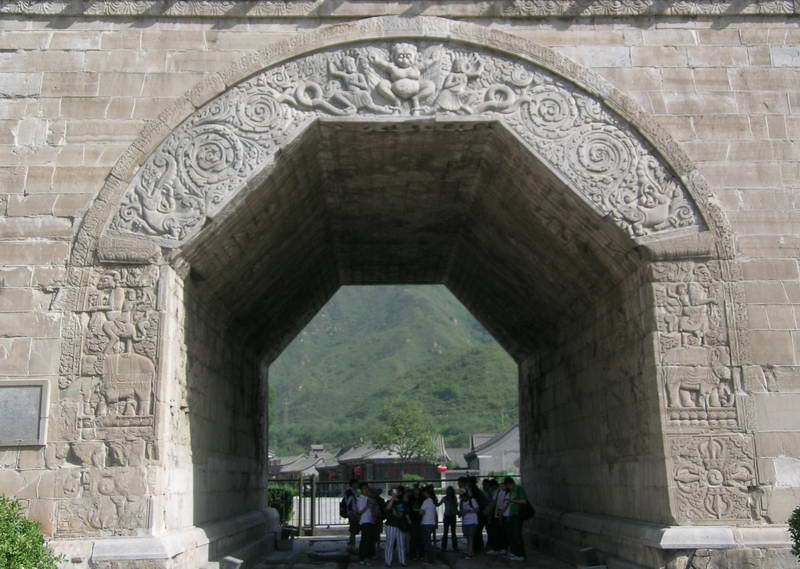
拱券雕刻